# Argolikón
Argolikón (Argoliko) är en ort i Grekland.   Den ligger i prefekturen Nomós Argolídos och regionen Peloponnesos, i den södra delen av landet, 90 km väster om huvudstaden Aten. Argolikón ligger 30 meter över havet och antalet invånare är 609.
Terrängen runt Argolikón är kuperad åt nordost, men åt sydväst är den platt. Havet är nära Argolikón åt sydväst. Runt Argolikón är det tätbefolkat, med 257 invånare per kvadratkilometer. Närmaste större samhälle är Nafplion, 5,8 km söder om Argolikón. Trakten runt Argolikón består till största delen av jordbruksmark.